# Drielanden
Drielanden is een ecologische buurt in het noordoosten van de stad Groningen.
De buurt bestaat uit drie straten: Waterland, Zonland en Mooiland. 

## Geschiedenis
In 1989 werd de Vereniging Ecologisch Wonen opgericht op initiatief van een aantal particulieren met ideëel gedachtegoed. In samenwerking met de gemeente Groningen werd daarna besloten tot de bouw van Drielanden. In de jaren '90 werd begonnen met de bouw van de buurt waarna in 1995 de eerste woningen werden opgeleverd. Eind jaren 90 was de buurt helemaal voltooid.

## Duurzaamheid
De woningen in Drielanden zijn gebouwd van duurzame materialen, en op het zonlicht georiënteerd uit het oogpunt van energiebesparing. Ook komen er steeds meer zonnecollectoren op de daken. Het afvalwater wordt gezuiverd in een zogenoemde helofytenfilter bestaande uit een rietveld, er is een gescheiden rioolsysteem voor afval- en hemelwater. Verder is er regenwaterbenutting, diverse andere vormen van waterbesparing en is de buurt autoluw.
Van de drie straten is Waterland het meest ecologisch en kent ook als enige huurwoningen.